# ميكائيل شلستروم
ميكائيل شلستروم (بالسويدية: Mikael Källström)‏ هو لاعب كرة قدم سويدي في مركز الوسط، ولد في 26 فبراير 1959 في Hedemora ‏ في السويد. لعب مع غيفلي ونادي ساندفيكين ونادي هكن.